# The Counter Jumper
The Counter Jumper é um filme mudo produzido nos Estados Unidos, dirigido por Larry Semon e lançado em 1922.